# Wüstenpflanze

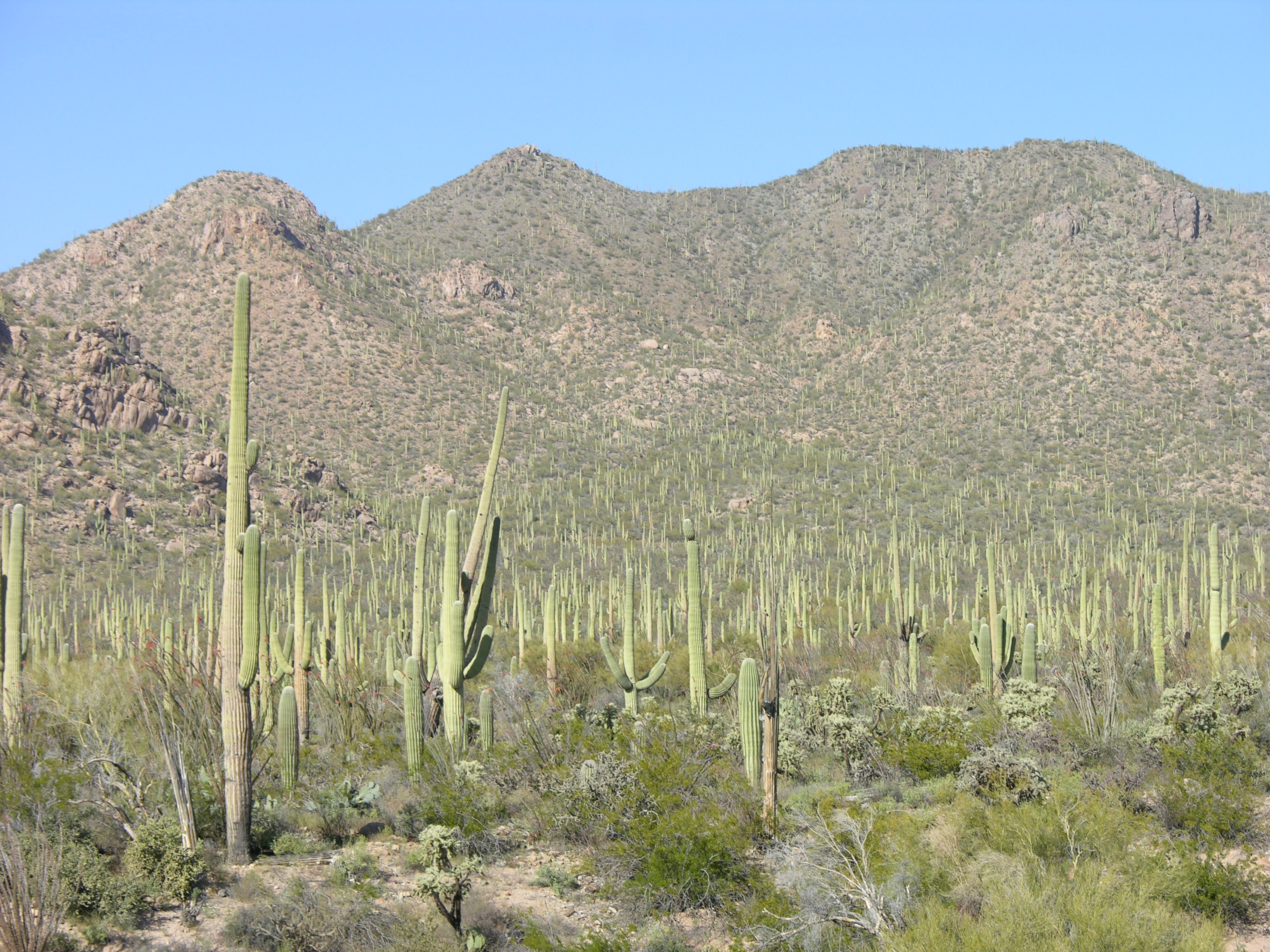
Carnegiea gigantea

Eine Wüstenpflanze oder Eremophyt (altgr. ἐρῆμος erē̂mos „wüst“ und φυτόν phytón „Pflanze“) ist eine Pflanze, die in einer Halbwüste oder Wüste wächst, wobei die Kältewüsten nicht berücksichtigt werden. In der Paläotropis sind artenreiche Vertreter die Familien Crassulaceae, Aizoaceae, Asclepiadaceae und Euphorbiaceae, in der Neotropis die Cactaceae,  Agavaceae und die Bromeliaceae. Wichtigste Standortfaktoren sind die Trockenheit und die hohen Temperaturen. Die häufigsten Lebensformen sind die Therophyten, Geophyten, die Xerophyten und die Sukkulenten.

## Trockenheit
Nicht alle Wüstenpflanzen sind Trockenpflanzen, also Xerophyten. Es gibt verschiedene Anpassungen, mit der Trockenheit in Wüstengebieten umzugehen. Die einzelnen Gruppen lassen sich gut charakterisieren, haben aber keine Merkmale, die allen gemeinsam sind.
- Viele Pflanzenarten vermeiden die Trockenperioden, indem sie diese als Samen (Therophyten) oder in Form von unterirdischen Überdauerungsorganen wie Zwiebeln (Geophyten) überdauern. Geophyten kommen jedoch nur in Gebieten vor, in denen es zumindest einigermaßen regelmäßige Niederschläge gibt, etwa in den nördlichen Randgebieten der Sahara zum Mittelmeergebiet. Nach einem Regen treiben die Samen bzw. die Überdauerungsorgane schnell. Die Therophyten können ihren gesamten Lebenszyklus in sechs bis acht Wochen abschließen.

- Neben den obligat austrocknungstoleranten Algen und Flechten gibt es in den Wüsten auch einige wenige Vertreter der Gefäßpflanzen, die austrocknen können, ohne Schaden zu nehmen (wechselfeuchte oder poikilohydre Pflanzen). Sie werden vielfach als „Wiederauferstehungspflanzen“ bezeichnet. Beispiele sind der Farn Plecopteris polypodioides in den USA oder Myrothamnus flabellifolia im Südwesten Afrikas.

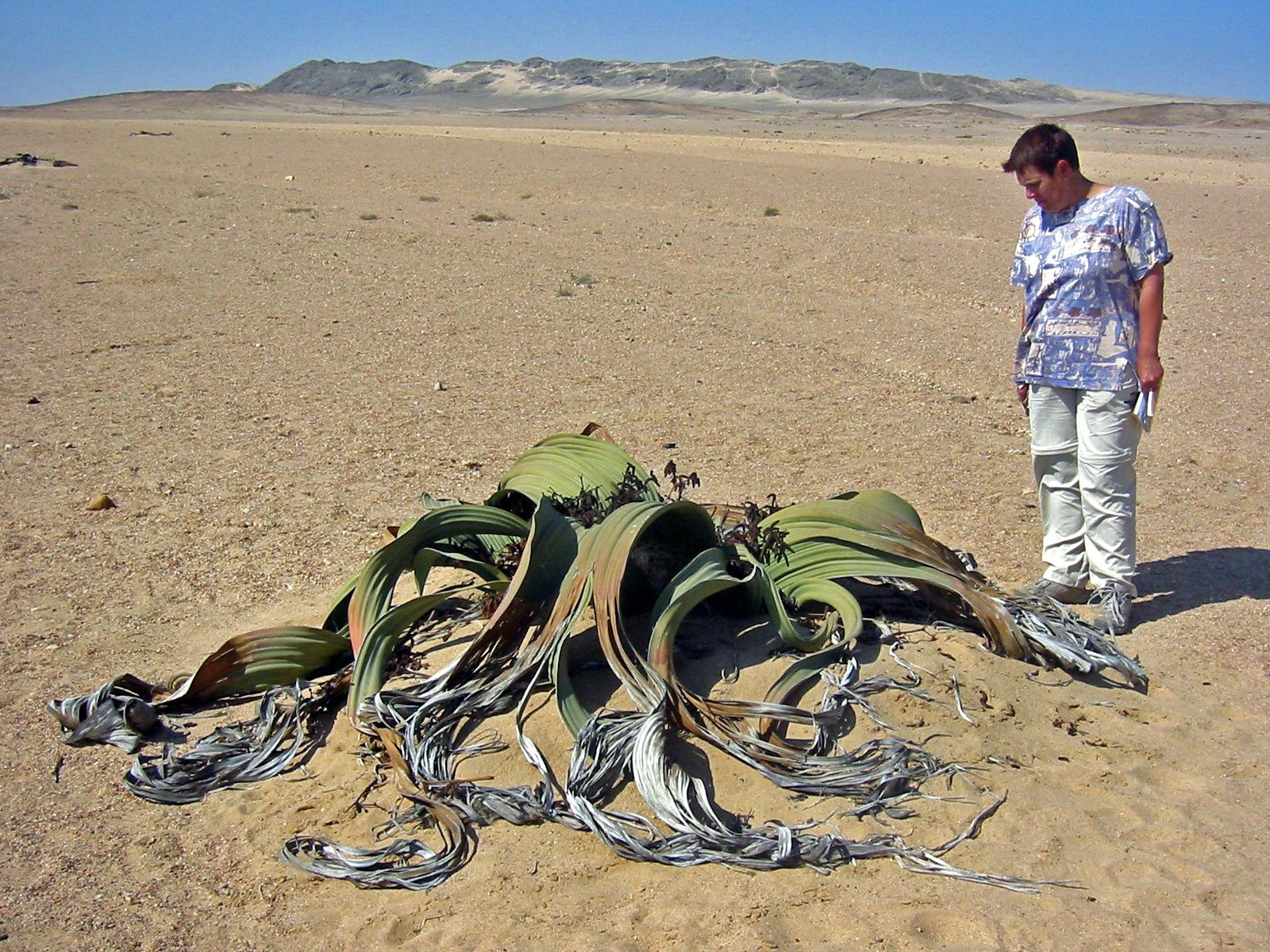
Die Welwitschie (Welwitschia mirabilis) erreicht mit ihren Wurzeln wahrscheinlich das Grundwasser.

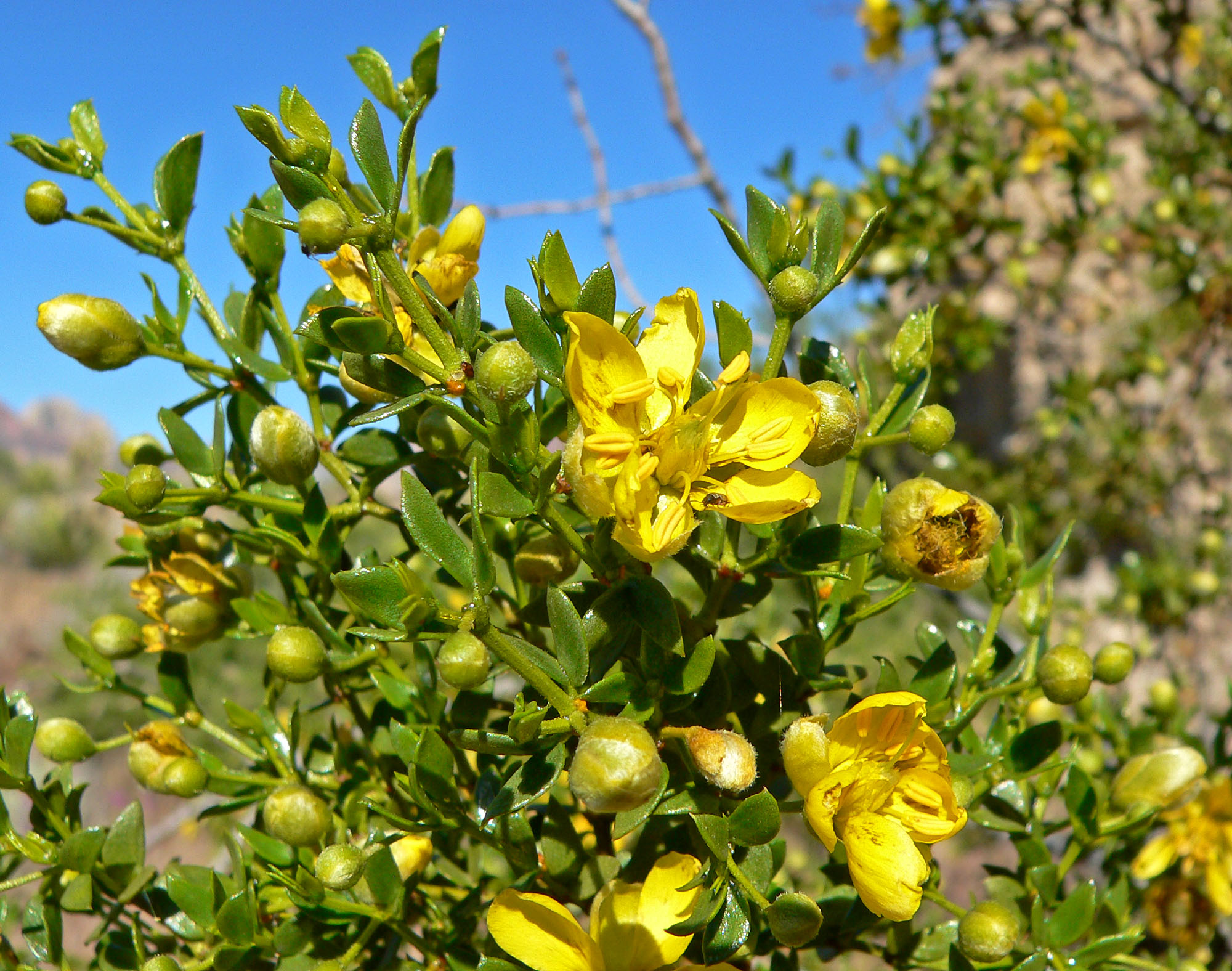
Kreosotbusch (Larrea tridentata)

- Viele Pflanzen sind fähig, ihren Wasserhaushalt derart zu regulieren, dass sie auch während der Trockenperioden photosynthetisch aktiv bleiben können.
  - Xerophyten oder Trockenpflanzen besitzen Blätter, die den Wasserverlust minimieren. Sie wachsen während Trockenperioden nicht, befinden sich aber nur teilweise in einem Ruhezustand.
  - Phreatophyten erreichen mit ihren Wurzeln das Grundwasser und verfügen damit über genügend Wasser. Vertreter sind etwa die Tamarisken und Akazien in Afrika oder Prosopis in Amerika. Die meisten sind Bäume, ihre Wurzeln reichen bis zu 50 m tief. Ihr größtes Problem ist, sich zu etablieren, da ihre Wurzeln den oft harten Boden durchdringen müssen, bis sie eine sichere Wasserversorgung besitzen. Daher kommen Phreatophyten meist entlang von periodischen Flüssen vor, wo der Boden nach Regenfällen für längere Zeit durchfeuchtet und aufgeweicht ist. Mit Ausnahme ihrer Wurzeln unterscheiden sie sich nicht von Pflanzen humider Gebiete.
  - Manche Pflanzen, wie der Kreosotbusch, bilden ein weitverzweigtes, direkt unter der Bodenoberfläche liegendes Wurzelsystem, mit dem sie Niederschläge aufnehmen können.
  - In nebelreichen Wüsten wie in Chile und Peru „kämmen“ Pflanzen bis Baumgröße den Nebel aus, der von den Blättern zu Boden fällt und dort von den Wurzeln aufgenommen wird. Wüstenflechten wie Rocella reicht der Morgennebel aus, um zu hydratisieren und Photosynthese zu betreiben. Bei zunehmender Tageshitze trocknen sie wieder aus und rollen sich ein. Bromelien besitzen eigene Saugschuppen, mit denen sie Wasser aufnehmen können.
  - Die bekannteste Form sind die Sukkulenten. Sie speichern nach Regenfällen Wasser, um während der Trockenperioden darauf zurückgreifen zu können. Zur Speicherung dienen die Stämme (Kakteen, Euphorbien), Blätter (Agaven), aber auch Wurzeln oder Knollen. Extreme Vertreter sind etwa die „Lebenden Steine“ aus der Familie Mesembryanthemaceae wie etwa Lithops, deren fleischige Blätter fast völlig im Boden versenkt sind.

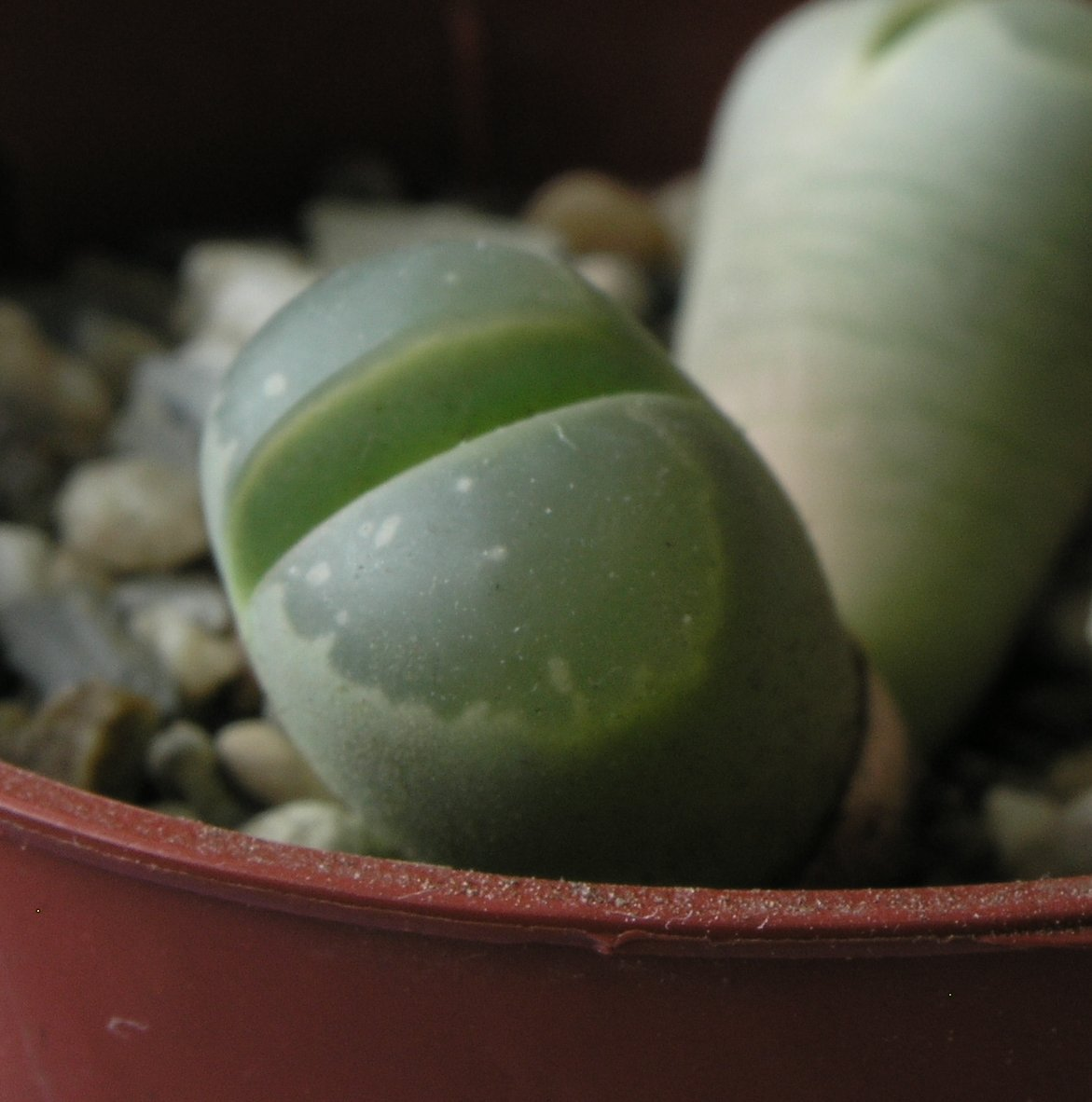
Lithops olivacea, eine Sukkulente

Mit der Sukkulenz verbunden ist eine besondere Form der Photosynthese, der Crassulaceen-Säurestoffwechsel: Hier wird die Aufnahme des Kohlendioxids für die Photosynthese in die Nacht verlegt, wenn der Wasserverlust bei geöffneten Spaltöffnungen wesentlich geringer ist als tagsüber.
Etliche Arten wachsen in den Wüsten nur an Orten mit genügender Wasserversorgung, wie in Oasen. Sie haben eine hohe Transpiration, die ein Überhitzen der Blätter verhindert, wie etwa die Kürbisgewächse (Cucurbitaceae). An schattigen Quellen wachsen der Frauenhaarfarn (Adiantum capillus-veneris) und Feigenbäume (Ficus spp.).
Insgesamt ist die Wasserversorgung der Pflanzen in Wüsten berechnet auf die Blattfläche pro m² Bodenfläche nicht schlechter als in anderen Gebieten. Dafür ist die Vegetation dementsprechend spärlich (kontrahierte Vegetation).
Auf salzhaltigen Standorten, die in Wüsten recht häufig vorkommen, wachsen die Halophyten.

## Temperatur
Die Bodenoberflächentemperatur erreicht in Wüsten häufig 80 °C, selbst Wüstenpflanzen werden bei über 60 °C geschädigt. Die Möglichkeit der Transpirationskühlung steht den meisten Wüstenpflanzen aufgrund von Wassermangel nicht offen. Sukkulente erleichtern durch ihre Rippen den Wärmeaustausch mit der Umgebung (Kühlrippenprinzip). Die Stelzenpflanzen in Australien, wie Stylidium, besitzen verlängerte Sprossteile, die die rasenförmige Pflanze einige Zentimeter außerhalb des am stärksten erhitzten Bereiches heben. Auch gegen hohe Temperatur ist Poikilohydrie eine Ausweichstrategie: Flechten, die hydriert bei 40 °C absterben, überleben ausgetrocknet auch 100 °C.

## Niedere Pflanzen
Neben den Gefäßpflanzen spielen auch Algen und Flechten in den Wüsten eine Rolle als Produzenten. Flechten kommen dabei nur in Wüsten vor, wo sie durch Tau oder Nebelniederschlag häufiger benetzt werden. Algen sind weit verbreitet, aber kaum untersucht, es überwiegen jedoch die Cyanobakterien. Sie bilden dünne Überzüge auf der Oberfläche oder dichte Kolonien. Kryptoendolitische Flechten, manche Cyanobakterien und Algen leben im Gestein, teilweise mehrere Millimeter unter der Oberfläche. 

## Belege
- H. Walter, S.-W. Breckle: Ökologie der Erde. Band 2: Spezielle Ökologie der Tropischen und Subtropischen Zonen. 3. Auflage, Elsevier, München 2004, S. 371–373. ISBN 3-8274-0789-3
- Georg Grabherr: Farbatlas der Ökosysteme der Erde. Ulmer, Stuttgart 1997, S. 150–157. ISBN 3-8001-3489-6
- Roland Ennos, Elizabeth Sheffield: Plant Life. Blackwell, Oxford 2000, S. 161–166. ISBN 0-86542-737-2